# Cel mai bun handbalist român al anului
Cel mai bun handbalist român al anului este un titlu acordat anual de către Federația Română de Handbal (FRH), cu începere din 2006, celui mai bun jucător de handbal din anul respectiv. Titlul se acordă atât la masculin cât și la feminin, și are la bază performanțele realizate de cel nominalizat în toate competițiile recunoscute de FRH.

## Masculin
| An   | Câștigător       | Club                 |
| ---- | ---------------- | -------------------- |
| 2006 | Rudi Stănescu    | HCM Constanța        |
| 2007 | Rudi Stănescu    | HCM Constanța        |
| 2008 | Valentin Ghionea | Pick Szeged          |
| 2009 | Laurențiu Toma   | HCM Constanța        |
| 2010 | Mihai Popescu    | HCM Constanța        |
| 2011 | Mihai Popescu    | HCM Constanța        |
| 2012 | Mihai Popescu    | HCM Constanța        |
| 2013 | Alexandru Șimicu | HCM Constanța        |
| 2014 | Mihai Popescu    | HCM Constanța        |
| 2015 | Valentin Ghionea | SPR Wisła Płock      |
| 2016 | Mihai Popescu    | Saint-Raphaël Var HB |
| 2017 | Mihai Popescu    | Saint-Raphaël Var HB |
| 2018 | Mihai Popescu    | Saint-Raphaël Var HB |
| 2019 | Mihai Popescu    | Saint-Raphaël Var HB |
| 2021 | Mihai Popescu    | Saint-Raphaël Var HB |
| 2022 | Mihai Popescu    | Saint-Raphaël Var HB |

## Feminin
| An   | Câștigător       | Club                     |
| ---- | ---------------- | ------------------------ |
| 2006 | Luminița Dinu    | Krim Ljubljana / Oltchim |
| 2007 | Luminița Dinu    | Oltchim Râmnicu Vâlcea   |
| 2008 | Luminița Dinu    | Oltchim Râmnicu Vâlcea   |
| 2009 | Cristina Neagu   | Oltchim Râmnicu Vâlcea   |
| 2010 | Cristina Neagu   | Oltchim Râmnicu Vâlcea   |
| 2011 | Oana Manea       | Oltchim Râmnicu Vâlcea   |
| 2012 | Paula Ungureanu  | Oltchim Râmnicu Vâlcea   |
| 2013 | Aurelia Brădeanu | Corona Brașov            |
| 2014 | Paula Ungureanu  | HCM Baia Mare            |
| 2015 | Cristina Neagu   | ŽRK Budućnost Podgorica  |
| 2016 | Cristina Neagu   | ŽRK Budućnost Podgorica  |
| 2017 | Cristina Neagu   | CSM București            |
| 2018 | Cristina Neagu   | CSM București            |
| 2019 | Crina Pintea     | CSM București            |

## Alte premii
În 2015, odată cu anunțarea celor mai buni handbaliști români ai anului, au fost introduse alte două distincții:

### Masculin
| An   | Cel mai bun handbalist român din Liga Națională | Cel mai bun handbalist străin din Liga Națională |
| ---- | ----------------------------------------------- | ------------------------------------------------ |
| 2015 | Cristian Fenici (Politehnica Timișoara)         | Jakov Vranković (Dinamo București)               |
| 2016 | Andrei Mihalcea (HC Odorheiu Secuiesc)          | Sajjad Esteki (Dinamo București)                 |
| 2017 | Cristian Fenici (Politehnica Timișoara)         | Aleksandr Tiumențev (CSM București)              |
| 2018 | Alexandru Csepreghi (CS Minaur Baia Mare)       | Vitali Komogorov (Dinamo București)              |
| 2019 | Marius Sadoveac (Politehnica Timișoara)         | Ante Kuduz (Dinamo București)                    |

### Feminin
| An      | Cea mai bună handbalistă română din Liga Națională | Cea mai bună handbalistă străină din Liga Națională |
| ------- | -------------------------------------------------- | --------------------------------------------------- |
| 2015    | Paula Ungureanu (HCM Baia Mare)                    | Isabelle Gulldén (CSM București)                    |
| 2016    | Paula Ungureanu (CSM București)                    | Isabelle Gulldén (CSM București)                    |
| 2017    | Cristina Neagu (CSM București)                     | Isabelle Gulldén (CSM București)                    |
| 2018    | Cristina Neagu (CSM București)                     | Irina Glibko (SCM Râmnicu Vâlcea)                   |
| 2019    | Cristina Neagu (CSM București)                     | Alicia Fernández (SCM Râmnicu Vâlcea)               |
| 2020    | Cristina Neagu (CSM București)                     | Kristina Liščević (SCM Râmnicu Vâlcea)              |
| 2021    | Cristina Laslo (CS Minaur Baia Mare)               | Kristina Liščević (SCM Râmnicu Vâlcea)              |
| 2022-23 | Sorina Grozav (CS Rapid București)                 | Irina Glibko (SCM Râmnicu Vâlcea)                   |